# Passiflora fanchonae
Passiflora fanchonae är en passionsblomsväxtart som beskrevs av C. Feuillet. Passiflora fanchonae ingår i släktet passionsblommor, och familjen passionsblomsväxter. Inga underarter finns listade i Catalogue of Life.